# Gimnastyka artystyczna mężczyzn
Gimnastyka artystyczna mężczyzn, to dyscyplina prawie nieznana w Polsce. Narodziła się w Japonii i najdynamiczniej rozwija się tam oraz w Rosji. Do ćwiczeń, z przyborów tradycyjnej gimnastyki artystycznej wykorzystywane są tylko skakanka i maczugi. Układy bardziej przypominają ćwiczenia wolne na macie gimnastyczek sportowych. 
W listopadzie 2003 odbyły się pierwsze Mistrzostwa Świata w tej dyscyplinie. Wystartowali w nich reprezentanci Rosji, Korei, Malezji, Kanady, Stanów Zjednoczonych, Meksyku i Australii.